# トリニトロアゼチジン
| トリニトロアゼチジン | トリニトロアゼチジン    |
| -------------------- | ----------------------- |
|                      |                         |
| IUPAC名              | 1,3,3-trinitroazetidine |
| 別名                 | TNAZ                    |
| 分子式               | C3H4N406                |
| 分子量               | 192,09 g/mol            |
| CAS登録番号          | [97645-24-4]            |
| 密度と相             | 1,84 g/cm3,             |
| 融点                 | 101 ℃                   |
| 爆薬としての性質     |                         |
| 爆速                 | 8950 m/s, 仮比重        |
| 危険性               |                         |

トリニトロアゼチジン(略称:TNAZ、英:Trinitroazetidine)とは、爆薬の一種である。
特徴は非常に低感度で低感度爆薬として認められている。ポリマーと混合しなくても溶融・成型が可能で次世代の可塑性爆薬として期待されている。
爆薬としては優れた特性を持つが、2007年現在のRDXの製造コストは1キログラムあたり20ドルなのに対し、同量のトリニトロアゼチジンの製造コストはおよそ200ドルと製造コストの高さが実用化の最大の問題点になっている。
現在、5種類の合成ルートがあるが、さらに効率の高い合成ルートの研究が進められている。